# 淑惠妃
淑惠妃（1640年代1641年后—1713年），博爾濟吉特氏，哲里木盟科尔沁左翼中旗人，貝勒綽爾濟之女，忠親王寨桑次子查罕（卓禮克圖親王吳克善之弟，孝莊文皇后之兄) 之孫女。顺治帝之妃，孝惠章皇后之妹。

## 生平
順治十一年（1654年）五月，順治帝聘「科爾沁國鎮國公綽爾濟女」為妃。順治帝派遣鎮國公巴布泰、內大臣巴圖魯公鰲拜、禮部侍郎渥赫、理藩院侍郎沙濟達喇等人前往參與行聘禮，聘禮有馱甲冑玲瓏鞍馬五疋、緞五十疋、青布百疋，以及金茶筒和銀盆各一件，並且設宴宰殺九頭牛和七十二隻羊，此女應為孝惠章皇后。《清皇室四譜》稱淑惠妃在「順治十一年五月，冊為妃」，錯記其初入宮即被冊封為妃，實際上僅為福晉級庶妃。順治帝的後宮裏除了孝惠章皇后、孝獻端敬皇后和被娘家接回蒙古的靜妃額爾德尼布木巴之外，並沒有其他在順治朝達到妃位的內庭主位。值得一提的是因為嬪級在順治朝並未正式實行，所以博爾濟吉特氏所處的福晉級實際上是僅次於皇后、皇貴妃和妃的級別。
康熙元年（1662年），博爾濟吉特氏為「乾清宮五福晉」之其中一員。康熙元年正月二十八日，包衣諳班費揚古、尼雅罕所奏，詢問靜妃應領的緞匹數量，奉旨靜妃的緞匹數量與乾清宮五位福晉（即孝康章皇后、恪妃、恭靖妃、端順妃和淑惠妃）相等，並得到昭聖皇太后的認可。 
康熙八年，博爾濟吉特氏與順治帝的其他幾位遺孀一起遷居到長春宮 。康熙十二年（1673年）十二月初四日，康熙帝尊封皇考妃博爾濟金氏為皇考恭靖妃、皇考妃博爾濟金氏為皇考淑惠妃、皇考妃博爾濟金氏為皇考端順妃、皇考妃董鄂氏為皇考寧謐妃。前三者原為福晉級庶妃，只有董鄂氏原為小福晉級庶妃，因此對於前三者而言，董鄂氏被尊封為寧謐妃屬「超封」。康熙十五年正月，被正式冊封為淑惠妃。
康熙二十八年，淑惠妃與順治帝的其他幾位遺孀一起遷居到寧壽宮 。根據乾隆年間《清内务府京城全图》的描繪，在康熙二十一年被改造为宁寿旧宫的咸安宫依然保持着以前的格局，宫院的北部可见三座并排、布局类似寿康宫之寿三宫的小院落，淑惠妃等人應在此處居住。
康熙五十二年（1713年）十月三十日，淑惠妃薨逝，享年七十多歲。根據《康熙帝家訓格言》的記載，年逾七旬的仁憲皇太后因而悶悶不樂，同時感慨自己跟妹妹淑惠妃般是個髮蒼齒搖的老嫗。直至康熙帝稱「太后慈闈福澤綿長之嘉兆也」才回復精神。
康熙五十二年十一月，康熙帝奉皇太后自暢春園回宮，因淑惠妃薨逝之事而決定輟朝三日，並且親自到淑惠妃靈前奠酒。刑部題內閣學士兼管光祿寺卿事馬良因淑惠妃靈前供設祭品之事不敬慎辦理而被革職，上枷標明罪狀示眾兩個月，並且鞭一百。工部尚書滿篤與侍郎馬進泰因其所在的衙門在備辦靈床等物之事不加詳慎、殊屬不合而各降二級調用。內務府總管赫奕署和總管事馬齊因在陳設祭器祭品時，沒有遂一詳閱而被降一級和罰俸一年。　　

## 相關詩作
康熙帝第十七子和碩果毅親王允禮曾為淑惠太妃寫下兩首悼亡詩。第一首創作於康熙五十八年，即淑惠太妃薨後六年，允禮跟隨諸位母妃前去東陵拜祭之前一日觸景而在紙上述哀情：「拜瞻安奉殿，隨輦入新城。囘首山陵近，酸心檜栢聲。多年違色養，終夜透哀情。舊日含飴意，悠悠隔此生」，隨著路途景物的緩緩鋪陳，展現了淑惠太妃生前溫馨畫面和允禮對太妃的至今追憶。第二首則寫作於康熙五十九年的中元節，詩中寫道：「每歲山陵今日謁，今宵直宿傍彤庭。宮墻瓦耀初升月，御沼波明漸布星。轉念音容徒自悵，馳心夢寐定應靈。東華佛會聲聲鼓（二鼓時聞東華門外盂蘭會梵樂），引我悲懷不暫停」。往年允禮每每受遣前往東陵祭祀，在祭祀過程中尚可在淑惠太妃陵前拜哭，以稍補昔日未能奉養之恨，今年卻因未得上命而不得行。在中元節這個追思往者的特殊日子裡，允禮本就傷懷難抑，孤身宿直傳心殿。當他聽到東華門外盂蘭法會祭奠亡者的梵頌時 ，更是涕泣不已。與前首悼亡詩單純的畫境鋪述不同，允禮在第二首悼亡詩中融入了聲音 。從一片靜景中隱隱傳來的梵唄佛樂，仿佛將傳心殿與東華門的空間勾連，同時也將允禮的回憶場景，從紫禁城與清東陵的相隔轉變為時空交互間的靈性貫通 ，使得整首詩歌的懷思更顯凝重與深遠。

## 延伸阅读
[在维基数据编辑]
 《清史稿/卷214》，出自趙爾巽《清史稿》